# Two (álbum)
Two, también conocido como el II, es el segundo álbum de estudio de la banda estadounidense The Calling. Fue lanzado el 8 de junio de 2004 a través de RCA Records. El disco solo incluye a los miembros originales Alex Band y el guitarrista Aaron Kamin junto con una variedad de músicos de sesión. Una gran parte del trabajo del álbum fue influenciado por U2.
A pesar de los sencillos para la radio y gira incesante por la banda, el álbum fue visto por muchos como bajo promovida por la etiqueta y decepcionante comparado con el éxito de su primer álbum Camino Palmero.

## Lista de canciones
Todas las canciones escritas y compuestas por Alex Band y Aaron Kamin.

| N.º | Título                  | Duración |  |
| 1.  | «One by One»            | 5:07     |  |
| 2.  | «Our Lives»             | 3:55     |  |
| 3.  | «Things Will Go My Way» | 4:01     |  |
| 4.  | «Chasing the Sun»       | 3:45     |  |
| 5.  | «Believing»             | 3:57     |  |
| 6.  | «Anything»              | 4:05     |  |
| 7.  | «If Only»               | 4:41     |  |
| 8.  | «Somebody Out There»    | 4:08     |  |
| 9.  | «Surrender»             | 5:26     |  |
| 10. | «Dreaming in Red»       | 4:52     |  |
| 11. | «Your Hope»             | 5:24     |  |

Bonus Tracks
| Bonus Tracks |                             |          |  |
| N.º          | Título                      | Duración |  |
| 12.          | «For You» (Acoustic)        | 3:30     |  |
| 13.          | «London Calling» (Acoustic) | 2:10     |  |

## Personal
- Alex Band - voz principal
- Aaron Kamin - guitarra solista, coros
- Dino Meneghin - guitarra, coros
- Billy Mohler - guitarra baja
- Nate Wood - tambores, percusión, coros

## Posiciones
| Listas (2004)                  | Posición |
| ------------------------------ | -------- |
| Australian Albums Chart        | 96       |
| Austrian Album Chart           | 19       |
| European Albums Chart          | 22       |
| French Album Chart             | 40       |
| German Album Chart             | 17       |
| Irish Album Chart              | 49       |
| Italian Album Chart            | 17       |
| Japanese Album Chart           | 25       |
| Netherlands Album Chart        | 66       |
| Scottish Album Chart           | 7        |
| Swedish Album Chart            | 51       |
| Swiss Album Chart              | 23       |
| UK Album Chart                 | 9        |
| U.S. Billboard 200 Album Chart | 54       |